# Saison 7 de Navarro
Chronologie
Saison 6 Saison 8
Cet article présente la liste des différents épisodes de la septième saison de la série télévisée Navarro.

## Distribution
Source : AlloCiné
- Roger Hanin (Antoine Navarro)
- Emmanuelle Boidron (Yolande Navarro)
- Maurice Vaudaux (Commissaire divisionnaire Waltz)
- Jacques Martial (Bain-Marie)
- Catherine Allegret (Ginou)
- Sam Karmann (Inspecteur Barrada)
- Daniel Rialet (Inspecteur Joseph Blomet)
- Christian Rauth (Inspecteur René Auquelin)

## Épisodes

### Épisode 1
Gilbert Bécaud dans le rôle de Sarkis

### Épisode 2
François Négret dans le rôle de Nino
Catherine Lachens dans le rôle de Lise Mercier

### Épisode 3
Dany Boon dans le rôle de Jeff
Bruno Garcin dans le rôle de Morales
Valérie Steffen dans le rôle de Nadine
Jean-Marc Roulot dans le rôle de Bonal 
Henri Kassagi dans le rôle du pickpocket

### Épisode 4
Isabel Otero dans le rôle de Catherine Bénard
Pierre-François Martin-Laval dans le rôle de Dédé
Lola Gans dans le rôle de Jeanne

### Épisode 5
Jean-Pierre Kalfon dans le rôle de Lemoine
Michel Creton dans le rôle de Laforge

### Épisode 6
Jean-Claude Dauphin dans le rôle de Guillaume Marcillac

Solveig Dommartin dans le rôle de Clémence Larne

Claude Jade dans le rôle de Geneviève Marcillac

Arno Chevrier dans le rôle de Philippe Andros

### Épisode 8
Maria Schneider[Laquelle ?] dans le rôle de Samira

### Épisode 9
Cris Campion dans le rôle de Antoine Negri

Cécile Bois dans le rôle d'Agnès Steiner

Catherine Rouvel dans le rôle de Claudie Negri

### Épisode 10
Miglen Mirtchev dans le rôle de Youri

Erik Desfosses dans le rôle de Bequino

Lætitia Gabrielli dans le rôle de Tatiana

Alexia Stresi dans le rôle deKarine